# Álex Rodríguez (editor)
Álex Rodríguez (18 de mayo de 1971) es un editor de cine mexicano con más de veinte créditos en películas.
Rodríguez nació en Saint-Martin-d'Hères, Francia. Ha editado diversas películas dirigidas por Alfonso Cuarón, comenzando con Y tu mamá también (2001). Él y Cuarón estuvieron nominados al Óscar al mejor montaje por la película Children of Men (2006). El crítico Wesley Morris describió su trabajo, en la ya mencionada película, de la siguiente manera: «Children of Men tiene una inmediatez abrasadora singular en esta era del corte rápido. Al lado de Álex Rodríguez, Cuarón monta la película por su cuenta, y al usar, no obstante, efectos especiales para enriquecer, logra construir escenas dentro del cuadro de la cámara antes que hacerlo en el cuarto de edición. Así pues, esta película es tan teatral como cinemática».